# Sky's the Limit (The Notorious B.I.G.)
Sky's the Limit è un singolo del rapper statunitense The Notorious B.I.G., estratto dall'album Life After Death, e pubblicato postumo negli Stati Uniti il 25 novembre 1997 dalla Bad Boy Records; prodotto da Clark Kent. 
Il sample portante del brano è preso dal brano My Flame di Bobby Caldwell.

## Tracce

### Lato A
1. Sky's the Limit (Radio Edit) - 4:12
2. Kick in the Door (Radio Edit) - 3:43
3. Going Back to Cali (Radio Edit) - 3:57
4. Sky's the Limit (Instrumental) - 4:35

### Lato B
1. Kick in the Door (Club Mix) - 3:43
2. Going Back to Cali (Club Mix) - 3:55
3. Kick in the Door (Instrumental) - 3:43
4. Going Back to Cali (Instrumental) - 4:13